# مرصد أشتون
مرصد أشتون هو مرصد فلكي تديره جمعية دي موين الفلكية. بني في عام 1983، يقع في مقاطعة أشتون-ويلدوود بارك بالقرب من باكستر، ولاية آيوا (الولايات المتحدة الأمريكية).
يحتوي المرصد على قبتين، واحدة تضم مقراب 16 بوصة قدم / 4.5 نوع نيوتن، والآخرى تضم مقراب 16 بوصة LX200 من نوع شميدت كاسغرين.